# Trzecia Grzęda

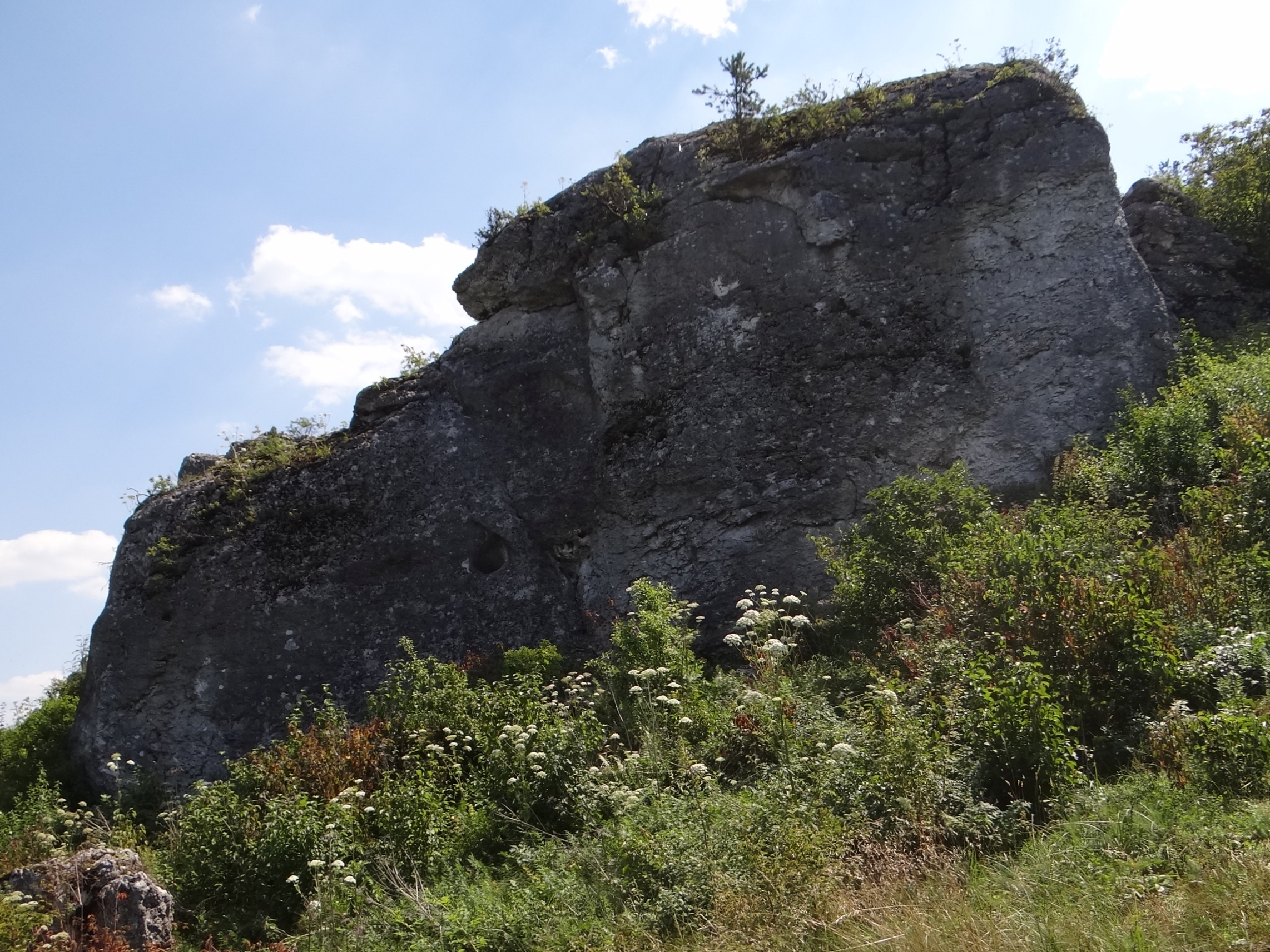
Widok od zachodu

Trzecia Grzęda – skała w miejscowości Mirów, w gminie Niegowa, w powiecie myszkowskim, w województwie śląskim. Należy do tzw. Skał Mirowskich na Wyżynie Częstochowskiej. Przez wspinaczy skalnych opisywana jest w Grupie Trzech Sióstr. Znajduje się w odległości około 330 m od Zamku w Mirowie, za Trzema Siostrami, a przed Skoczkiem, powyżej nieznakowanej ścieżki wiodącej dolną, północną stroną Skał Mirowskich.
Trzecia Grzęda  to zbudowana z twardych wapieni skalistych niewielka skała o połogich, pionowych ścianach. Znajduje się na terenie bezleśnym, ale zarastającym sucholubnymi krzewami. Wspinacze skalni poprowadzili na jej zachodnich ścianach 3 drogi wspinaczkowe o trudności IV+ – VI+ w skali Kurtyki i długości 10 i 12 m. Wszystkie drogi posiadają dobrą asekurację (ringi i stanowiska asekuracyjne).